# Kim Lamarre
Kim Lamarre, född den 20 maj 1988 i Québec, Québec, är en kanadensisk freestyleåkare.
Hon tog OS-brons i damernas slopestyle i samband med de olympiska freestyletävlingarna 2014 i Sotji.